# Премія «Золота качка»
Премії «Золота качка» за видатні досягнення в дитячій фантастиці (англ. Golden Duck Awards for Excellence in Children's Science Fiction) вручаються щорічно з 1992 року на Worldcon або Північноамериканській конвенції наукової фантастики (NASFiC, яка проводиться у ті роки, коли місце проведення Worldcon обирається поза територією США).
У 2014 році нагороди були вручені на NASFiC -Detcon1 у Детройті, США, оскільки Worldcon проводився у Лондоні.

## Категорії
Категорії:
- книга з картинками
- для середнього шкільного віку (премія Елеанори Кемерон)
- для «молодих дорослих» (премія Гола Клемента)

Існує також Положення про спеціальну премію, якщо книга є видатною, але не вкладаються ні в одну із стандартних категорій.

## Фінансування
Премії «Золота качка» фінансуються Super-Con-Duck-Tivity, Inc., неприбутковою корпорацією 501(C)3, яка також спонсорує науково-фантастичну конвенцію Середнього Заходу США «DucKon». Переможці обираються групою вчителів, бібліотекарів, батьків, працівників високотехнологічних галузей та рецензентів.

## Лауреати премії «Золота Качка»

### Премія за книгу з картинками
Премія за книгу з картинками дається переважно книгам з науково-фантастичними темами, але деколи присуджується і нефантастичним книгам природничо-наукового змісту, «обгорнутим» в історію.
- 1992 — Поїзд часу, Пол Флейшман, ілюстрована Клер Еварт
- 1993 — 29 червня 1999 року, Девід Візнер
- 1994 — Ракета Річі, Джоан Андерсон, фотографії Джорджа Анкони
- 1995 — Час летить, Ерік Рохман
- 1996 — Комахи з далекого космосу за Володимир Вагін і Френк Аш
- 1997 — Дідусь бере мене на Місяць, Тімоті Гаффн, ілюстрована Баррі Рутом
- 1998 — Плавучий будинок, Девід Гетц, ілюстрована Майклом Рексом
- 1999 — Ной і космічний ковчег, Лора Сесіл, ілюстровпна Еммою Чічестер Кларк
- 2000 — Тихіше, маленький інопланетянин, Даніель Кірк
- 2001 — Рекс, Роберт Гулд і Кетлін Д'юї, ілюстрована Юджином Епштейном
- 2002 — Балуні (Генрі П.), Джон Шєшка, ілюстрована Лейн Сміт
- 2003 — Неймовірні поперечні перерізи «Зоряних Воєн, епізод II: атака клонів», Кертіс Сакстон і Річард Чейзмор
- 2004 — Хейзел Натт, божевільний учений, Девід Елліот, ілюстрована Тру Келлі (Holliday House, ISBN 0-8234-1711-5)
- 2005 — Наука вірш, Джон Шєшка, ілюстрована Лейн Сміт
- 2006 — Капітан Рептор і таємниця Місяця, Кевін О'меллі, ілюстрована Патріком О'Брайєном
- 2007 — Ніч зомбі-домашок, Скотт Нікель, проілюстрована Стівом Харпстером (ISBN 978-1-5988903-5-8)
- 2008 — Марсу потрібні мами, Берклі Брісд
- 2009 — Ми йдемо шукати інопланетян, Колін Макнотон
- 2010 — Болота Сліта , Джеку Prelutsky
- 2011 — О Ні! (Або, як мій науковий проект зруйнував світ), Мак Барнет, ілюстрована Деном Сантатом
- 2012 — Земля до клацання Пем Смоллкомб, ілюстрована Джо Бергером
- 2013 — О Ні! Тільки не Знову!: (Або як я побудував машину часу, щоб врятувати історію) (або, принаймні, мою оцінку з історії), Мак Барнет, проілюстрував Ден Сантат
- 2014 — Маленька принцеса Вейдера, Джеффрі Браун
- 2015 — Макс їде на космічну станцію, Джеффрі Беннетт, ілюстрована Майклом Керроллом

### Премія Елеонор Кемерон
Ця нагорода присуджується книгам, поділеним на глави, та романам для середнього шкільного віку. Головні герої повинні користуватися наукою та вирішувати проблеми. Іноді книги-переможці мають елементи фентезі, але переважна більшість з є науково-фантастичними.
- 1992 — мій учитель світиться в темряві, Брюс Ковіль
- 1993 — Диваки Всесвіту, об'єднуйтеся!, Памела Сервіс
- 1994 — Перша пригода Ворфа,  Пітер Дейвід
- 1995 — Той, що змінює форму, Білл Бріттен
- 1996 — Зоряне дитинча, Маргарет Бешард
- 1997 — Кіптон і вежа часу, Чарльз Л. Фонтене
- 1998 — Хроніки Андаліт , Кетрін Епплгейт
- 1999 — серія Молоді лицарі джедай, Кевін Андерсон і Ребекка Моеста
- 2000 — Я був прибульцем у шостому класі, Брюс Ковіль
- 2001 — Сили Ан , Ненсі Ечеменді
- 2002 — Бітник Рутабагас з-поза зірок, Квентін Додд
- 2003 — серія «Андрій загубився»: Андрій загубився на собаці; Андрій загубився у ванній; Андрій загубився на кухні, Дж. С. Грінберг
- 2004 — Втеча від пам'яті , Маргарет Петерсон Хаддікс
- 2005 — Супернатураліст, Йон Колфер
- 2006 — (два переможця)

Кити на ходулях М. Т. Андерсон, ілюстрована Куртом Сайрусом (Harcourt,, 2005. ISBN 0-15-205340-9)
Фран, що час забув, Джима Бентон (Aladdin, ISBN 0-689-86298-9)
- 2007 — Аперс,  Марк Янсен з Барбарою Дей Цінікола (Dailey Swan Publishing, 2006; ISBN 978-0-9773676-2-7)
- 2008 — (два переможці)

Зашанхаєний на Місяць, Майкл Дж. Дейлі
Підсилювач гравітації: журнал № 2 картонного генія,  Френк Аш
- 2009 — Легше, ніж повітря, Генрі Мелтон
- 2010 — Зет-Рекс, Стів Коул
- 2011 — Зустріч з прибульцями, Пемела Сервіс і Майк Горман
- 2012 — Неймовірна пригода з найгіршим сценарієм #2: Марс! , Хена Кан і Девід Боргеніхт
- 2013 — Прибулець шаленіє у серії «Міжгалактичний напівпансіон», Кліт Барретт Сміт
- 2014 — Дві книги з серії «Галактичний Зак»: Привіт, Небулон! і Подорож до Юпітера, Рей О"Райян і Колін Джек
- 2015 — Посол, Вільям Александер

### ПреміяГола Клемента
Ця нагорода названа на честь письменницького псевдоніма Гаррі Стаббса тому, що його науково-педагогічна діяльність міцно пов'язує його з віковою групою «молоді дорослі». Для творів на здобуття цієї премії первинні елементи сюжету повинні відповідати правильній науці з науково-фантастичною екстраполяцією та мати персонажів, які вирішують проблеми самостійно.
- 1992 — Запрошення до гри, Моніка Г'юз[en]
- 1993 — Річкові щури, Керолайн Ствермер
- 1994 — Хранитель, Лоїс Лоурі
- 1995 — Вухо, око й рука, Ненсі Фармер
- 1996 — (два переможці)

Вітри Марса, Х. М. Хувер
Нічна кімната, Е. М. Гольдман
- 1997 — Дика сторона, Стівен Гулд
- 1998 — Діти Тіні,  Гарт Нікс
- 1999 — Чужі сни, Леррі Сегріфф
- 2000 — Гра світів, Роджер Макбрайд Аллен, з серії Девіда Бріна «Поза часом»
- 2001 — Зістрибуючи з планети, Дейвід Джерролд
- 2002 — По цей бік Раю, Стівен Лейн
- 2003 — Годувати , М. Т. Андерсон
- 2004 — Порохова імперія, Гаррі Тертлдав (Tor Books)
- 2005 — Торговий баланс, Шерон Лі і Стів Міллер (Meisha Merlin, 2004)
- 2006 — Потвори, Скотт Вестерфельд (Simon Pulse)
- 2007 — Висип, Піт Гаутман (Simon & Schuster, 2006; ISBN 978-0-689-86801-6)
- 2008 — Небесний горизонт, Девід Брін, ілюстрована Скоттом Гемптоном (Subterranean Press, 2007, ISBN 978-1-59606-109-5)
- 2009 — (два переможця)

Голодні ігри, Сьюзен Коллінз (Scholastic Press, 2008, ISBN 978-0-439-02348-1)
Молодший брат, Корі Докторов (Doherty, Tom Associates, LLC, 2008, ISBN 978-0-7653-1985-2)
- 2010 — Спалахнув на Сьюзен Коллінз
- 2011 — WWW: Дивись, Роберт Соєр
- 2012 — (два переможця)

Прекрасна Дружба, Дейвід Вебер
Довгий, довгий сон, Анна Шихан
- 2013 — Гаревій,  Марісса Маєр
- 2014 — Викрадачі планет, Ден Крокос
- 2015 — День закінчення, Вільям Кемпбелл Пауелл

### Лауреати спеціальних премій
- 1997 Сильні жіночі персонажі — «Кіптон та андроїд», Чарльз Л. Фонтене (Royal Fireworks Press, 1996)
- 1999 Австралійський внесок у розвиток дитячої наукової фантастики — Гарт Нікс
- 2000 Просування читання — Гаррі Поттер (серія романів), Джоан Роулінг
- 2003 Краще навчання у сфері науки і техніки — «Казки з Зони див» (вся серія), Джулі Е. Чернеда (Trifolium Books)
- 2007 Публіцистика — Напиши свій власний науково-фантастичний твір, Тіш Фаррелл (Compass Point Books, 2006; ISBN 978-0-7565-1643-7)
- 2008

видавництво Stone Arch Books за публікацію якісних науково-фантастичних графічних романів
Спеціальний приз за публіцистику — World of Science Fiction — 12 книг, Джон Гамільтон. ABDO Publishing Company.
- 2010 — Спеціальний приз за публіцистику — Ви це пишете: Наукова фантастика, Джон Гамільтон. ABDO Publishing Company.